# Oeiras
Oeiras es una villa portuguesa del distrito de Lisboa, región de Lisboa y subregión del Gran Lisboa, con cerca de 171 767 habitantes.
Es sede de un pequeño municipio con 45,75 km² de área y 171 767 habitantes (2021), subdividido en 5 freguesias. El municipio limita al norte con los municipios de Sintra y Amadora, al este con Lisboa, al oeste con Cascais y al sur tiene costa en la zona del río Tajo, donde el estuario termina y comienza el océano Atlántico, situándose frente a Almada.
El municipio fue creado el 15 de abril de 1760 por José I en favor de su ministro Sebastião José de Carvalho e Melo, ya I conde de Oeiras y futuro I marqués de Pombal.

## Demografía
| Gráfica de evolución demográfica de Oeiras entre 1864 y 2021 |
|                                                              |
| Datos según el nomenclátor publicado por el INE portugués.   |

## Freguesias
Las freguesias de Oeiras son las siguientes:
- Algés, Linda-a-Velha e Cruz Quebrada-Dafundo
- Barcarena
- Carnaxide e Queijas
- Oeiras e São Julião da Barra, Paço de Arcos e Caxias
- Porto Salvo